# Lockdown (2013)
Lockdown (2013) (рус. Строгая изоляция (2013)) — это профессиональное реслинг PPV-шоу, проводимое федерацией TNA. Шоу прошло 10 марта 2013 года на Аламодоме в Сан-Антонио, Техас. Это шоу стало девятым в линенйе PPV Lockdown.

## Предыстория
21 февраля на Impact Wrestling Генеральный менеджер Халк Хоган назвал Булли Рэя претендентом номер 1 на титул чемпиона мира в тяжёлом весе. 28 февраля на Impact Wrestling Булли Рэй и Джефф Харди начали обшаться по поводу их поединка на Lockdown Булли заявил что он не заслуживает биться за титул, и что ему это всё дали потому что он женат на дочке Хогана — Брук, но затем их прервали Кристофер Дэниэлс и Казариан, после чего Булли предложил командный поединок, позже тем же вечером Булли и Джефф победили Дэниэлса и Казариана. 7 марта на Impact Wrestling Джефф Харди был атакован Мэттом Морганом, но на помощь Джеффу выбежал Булли с цепью, и отогнал Моргана.

## Поединки
| №                                | Матч | Тип Матча                                                                      | Время |
| -------------------------------- | --- | ------------------------------------------------------------------------------ | ----- |
| 1                                | Кенни Кинг (с) победил Кристиана Йорка и Зиму Айона | Поединок «тройная угроза» за титул Чемпиона X Дивизиона TNA                    | 11:07 |
| 2                                | Джозеф Парк победил Джоуи Райана | Одиночный поединок                                                             | 5:42  |
| 3                                | Вельвет Скай (с) победила Гейл Ким | Одиночный поединок за титул Чемпионки Женщин Нокаутов TNA                      | 7:31  |
| 4                                | Робби Т победил Робби И | Одиночный поединок                                                             | 5:41  |
| 5                                | Остин Эйрис и Бобби Руд (с) победили Кристофера Дэниэлса и Казариана, а также Чаво Герреро и Эрнандеса                                                       | Командный поединок «тройная угроза» за титулы Командных Чемпионов мира         | 17:09 |
| 6                                | Уэс Бриско победил Курта Энгла | Одиночный поединок в стальной клетке                                           | 11:43 |
| 7                                | Команда TNA (Стинг, Магнус, Самоа Джо, Джеймс Шторм и Эрик Янг) победили Команду «Тузы и Всьмёрки» (Дивон, Мистер Андерсон, Кнокс, Д. О. К. и Гарретт Бишофф | Lockdown поединок                                                              | 25:02 |
| 8                                | Булли Рэй победил Джеффа Харди (c) | Одиночный поединок в стальной клетке за титул Чемпиона мира в тяжёлом весе TNA | 16:55 |
| (c) – чемпион на момент поединка | |                                                                                |       |